# Župna crkva sv. Marije Anđeoske u Zagrebu
Župna crkva sv. Marije Anđeoske katolička je crkva koja se nalazi u gradskoj četvrti Sesvete u zagrebačkom naselju Sesvetska Sopnica. Gradnja crkve i samostana započela je 2001. godine. Crkva još nije u potpunosti dovršena, a samostan je u srpnju 2014. godine blagoslovio zagrebački nadbiskup kardinal Josip Bozanić.

## Povijest i arhitektura
Crkva je građena po projektu arhitekta Srečka Kreitmayera iz 1998. godine. Cjelokupni sklop se sastoji od crkve, župnog dvora i franjevačkog samostana. Crkva se nalazi u predjelu koji određuje srednje gusta izgradnja obiteljskih kuća te neizgrađeni prostori. Crkva se nalazi na rubnom dijelu izgrađenog područja naselja. S obzirom na to da je smještena u slabo izgrađenom predjelu, župna crkva dominira užim urbanističkim kontekstom. Iz perspektive pristupne ceste dominira volumen crkve, dok se župni dvor i samostan nalaze u pozadini. Pred crkvom se nalazi ulazni trg javno/privatnog karaktera koji je izdignut od razine terena. Uređenje parcele nije potpuno dovršeno.
Liturgijski je prostor longitudinalno usmjeren prema prezbiteriju. Svetište je podignuto u odnosu na prostor vjernika, te je naglašeno zenitalnim osvjetljenjem i vitrajem u pozadini. Vitraj kojem je tema Navještenje Gospodnje je djelo akademskog slikala Đure Sedera. U središtu prezbiterija je oltar, a desno od njega je smješten ambon. U pozadi oltara, s lijeve strane svetišta, nalazi se svetohranište. Nad ulazom i rubno od prostora vjernika smještena je galerija – kor.

## Galerija
- Pristupni put do crkve
- Skulptura ispred crkve
- Pogled s ulaza prema prezbiteriju
- Prezbiterij i vitraj u pozadini
- Pogled s oltara prema izlazu
- Škropionica na ulazu u crkvu
- Pogled na crkvu i samostan u pozadini
- Ulazna vrata crkve
- Maketa cijelog projekta
- Krajobraz oko crkve